# Queso de La Chivita o Buelles

Concejo de Peñamellera Baja en Asturias

El queso de La Chivita o Buelles se elabora en el Principado de Asturias. Aunque se utiliza la leche de cabra para su elaboración, también existe otra variedad de queso elaborado con leches de vaca y cabra.

## Elaboración
Se coge la leche de cabra, se le añade cuajo y se calienta hasta llegar a los 30 °C durante media hora. Se coge la cuajada y se corta en pequeños trozos, en este momento se vuelve a calentar a más temperatura que la anterior. Se deja desuerar y se introduce en los moldes y se prensa para completar el proceso de desuerado. El salado se produce por frotación externa del queso y se deja madurar durante dos meses volteando periódicamente las piezas para su correcta maduración.

## Características
- Es un queso blando de forma cilíndrica.
- Se elabora en diferentes pesos y su interior o pasta es blanda, de color blanco.
- La corteza es amarillenta, rugosa y un tanto enmohecida por penicillium roqueforte de color gris-azulada.
- La textura es flexible, ligeramente húmeda.
- Los aromas son lácticos con claros toques a caprino, en boca buena cohesión.
- Es un queso muy equilibrado e intenso de amplios retrogustos.
- Ligeramente picante

## Zona de elaboración
Este queso se elabora en Buelles, aldea cercana a Panes en el concejo asturiano de Peñamellera Baja. Se comercializa bajo la denominación de La Chivita.